# Beisbol als Jocs Olímpics d'estiu de 1956
Als Jocs Olímpics d'Estiu de 1956 celebrats a la ciutat de Melbourne (Austràlia) es disputà una prova de beisbol com a esport de demostració dins el programa oficial dels Jocs. L'únic partit disputat es realitzà el dia 1 de desembre de 1956 al Melbourne Cricket Ground.

## Comitès participants
Hi participaren 35 jugadors de 2 comitès nacionals diferents:
- Austràlia (16)
- Estats Units (19)

## Resultats
| Equip        |        | Equip     |
| ------------ | ------ | --------- |
| Estats Units | 11 - 5 | Austràlia |